# Celama aphyla
Celama aphyla är en fjärilsart som beskrevs av George Francis Hampson 1900. Celama aphyla ingår i släktet Celama och familjen trågspinnare. Inga underarter finns listade i Catalogue of Life.